# Provinsen Punjab
Provinsen Punjab var en provins i Brittiska Indien. Den motsvarade områdena i de indiska delstaterna Punjab, Haryana och Himachal Pradesh, den pakistanska provinsen Punjab, de indiska unionsterritorierna Chandigarh och Delhi samt Islamabadterritoriet i Pakistan.

## Geografi
Den brittiska provinsen Punjab sträckte sig mellan  27° 40’ och 34° nordlig bredd samt mellan 69° 40’ och 79° östlig längd. I väster gränsade Punjab till Baluchistan och fram till 1901 till Afghanistan. Därefter skapades Nordvästra gränsprovinsen i gränslandet mot Afghanistan. I norr gränsade Punjab tilll Kashmir och Tibet, i öster till Förenade provinserna Agra och Oudh med floden Jumna som gräns) och i söder till Rajputana och Sindh. Inom eller i direkt anslutning till den brittiska provinsen fanns cirka 40 vasallstater. Hela området utgjorde år 1915 cirka 353 000 km2, varav 258 000 km2 låg direkt under brittiskt styra och 95 000 utgjordes av vasallstater.
Sitt namn har landet av de fem (persiska panj = fem) floder, vilka alla rann upp på Himalaya och slutligen, förenade till en ström, rinner ut i Indus. Dessa fem floder är Jhelum, Chenab, Ravi, Beas och Sutlej. Genom dessa floder delades landet i fem delar, doáb (av do, "två", och ab, "vatten"), nämligen Sind Sagar mellan Indus och Jhelum, Jech mellan Jhelam och Chenab, Rechna mellan Chenab och Ravi, Bari mellan Ravi och den förenade Beas-Sutlej samt Jalandhar mellan Bias och Sutlej.
Landet var till större delen en alluvialslätt. Norra delen bestod av fruktbara, sorgfälligt odlade, till en del även skogbärande terrasser och dalar vid foten av Himalaya. På slättlandet var jorden mycket bördig, så långt bevattningen genom de periodiska översvämningarna och kanalerna räckte. På andra ställen bestod den av betesmarker, delvis till och med av torr sand- och stenöken. Mellan Jhelam och Indus samt väster om Indus går i öst-västlig riktning en kedja av saltberg (Salt range), som innehöll outtömliga lager av sylvin, vilka bearbetats i århundraden. Utom salt har Punjab få mineraliska produkter. Kalksten bröts vid Chenab och på några andra ställen; stora alunlager finns vid Kalabagh vid Indus och något stenkol i Salt range. Även petroleum har anträffats i mindre mängder på åtskilliga ställen.

## Näringsliv
Provinsen var företrädesvis ett jordbruksland, men skördarna var till följd av ringa nederbörd beroende av de stora och många bevattningskanaler, som anlagts redan av de tidigare muslimska härskarna. År 1912 fick, enligt officiell uppgift, drygt 44 000 km2 (en åttondel av hela provinsen) sin bevattning genom kanaler. Liksom i andra delar av Indien erhöll man i allmänhet två skördar om året. Vete var huvudgrödan, och därav, liksom av ris och oljeväxter, var exporten i stigande. Tebusken, tobak, bomull, sockerröret och indigo odlades med framgång. Fruktbarast var slätten öster om Lahore.
I början av 1900-talet var textiltillverkningen en viktig näringsgren. Den bestod huvudsakligen av hemslöjd och det fanns bara ett fåtal större fabriker.  Den mest blomstrande grenen var ylleindustrin i bland annat Amritsar och Gurdaspur. Bomullsindustrin sysselsatte omkring en miljon arbetare (1915). Det fanns även sidenväverier. Dessutom bearbetades trä, järn, guld, silver och läder. De viktigaste handelsstäderna var Lahore, Amritsar, Multan, Ambala och Delhi. Järnvägarna byggdes ut av britterna och hade 1912 en längd av 4 215 km.

## Befolkning
År 1901 hade området, inklusive vasallstaterna, cirka 24,8 miljoner invånare. 1911 hade befolkningen minskat till 24,2 miljoner  till följd av pest och hungersnöd. År 1941 var befolkningen 34,2 miljoner.
12,3 miljoner var muslimer, 8,7 miljoner hinduer och 199 751 kristna. Punjabs befolkning var mer blandad än någon annan landsdels. Över 5 miljoner var jater, av stor betydelse var även khatri, vilka hade stor del av handeln i sina händer; vidare sikherna, som var nära 2,9 miljoner, av vilka nära 800 000 bodde i tributstaterna, med flera.

## Språk
Det viktigaste språket var punjabi, som talades av 75 procent av befolkningen, därnäst hindustani och
hindi, som användes av omkring 4 miljoner. Andra språk var mer eller mindre lokala, såsom jatki, dogri,
pasari, pashto, baluchi och sindhi. Det officiella språket är hindustani, och på detta utges de flesta böcker och tidningar.

## Förvaltning
Förvaltningen leddes av en lieutenant-governor, som residerade i Lahore. 1897 infördes ett lagstiftande råd (legislative council) av 26 ledamöter, 16 utnämnda (därav 10 officiella), 8 valda och 2 extra ledamöter (experter). Huvudstad var Lahore.
Vid landets övergång i engelsk besittning 1849 insattes en särskild styrelse, bestående av tre personer. 1853 utnämndes en "chief commissioner" som högste styresman, och denne erhöll 1859 rang av viceguvernör, samtidigt med att Delhi skildes från Nordvästprovinserna och förenades med Punjab.
Provinsen var delad i fem divisioner: Delhi, Lahore, Jalandhar, Rawalpindi och Multan, delade på 30 distrikt. De största av vasallstaterna var Patiala, Baha-walpur, Jind, Nabha, Kapurthala, Mandi, Nahan (Sirmur) och Chamba.
För den allmänna säkerheten sörjde en polisstyrka på omkring 20 000 man, samt en del av bengaliska armén (omkring 34 000 man) som var förlagd inom provinsen.
Statsinkomsterna steg 1911–1912 till 76,94 miljoner rupier, varav 28,97 miljoner i grundskatt. Undervisningsanstalterna var dels underhållna av staten, dels privata. Till det förra slaget, som 1911–1912 var 4 493 med inalles 316 167 studenter,
hörde först ett 1882 i Lahore inrättat Punjab university, vidare 10 college, omkring 300 sekundära skolor, folkskolor med mera. De enskilda anstalterna var 2 918 med sammanlagt 64 946 studerande. Det allmännas utgifter för undervisningen steg till 457 661 pund sterling. På inhemskt språk utgavs 1911 190 tidningar i Punjab.